# 瑪麗亞·扎尼科韋茨卡
瑪麗亞·康斯坦丁尼芙娜·扎尼科韋茨卡（烏克蘭語：Марія Костянтинівна Заньковецька，羅馬化：Mariia Kostiantynivna Zankovetska，1854年8月4日—1934年10月4日），烏克蘭戲劇女演員，活躍於19世紀末到20世紀中。1922年，玛丽亚被授予“乌克兰人民艺术家”称号，是首位获該荣誉的人。在烏克蘭，她常被視為烏克蘭最著名的女性之一。

## 小傳

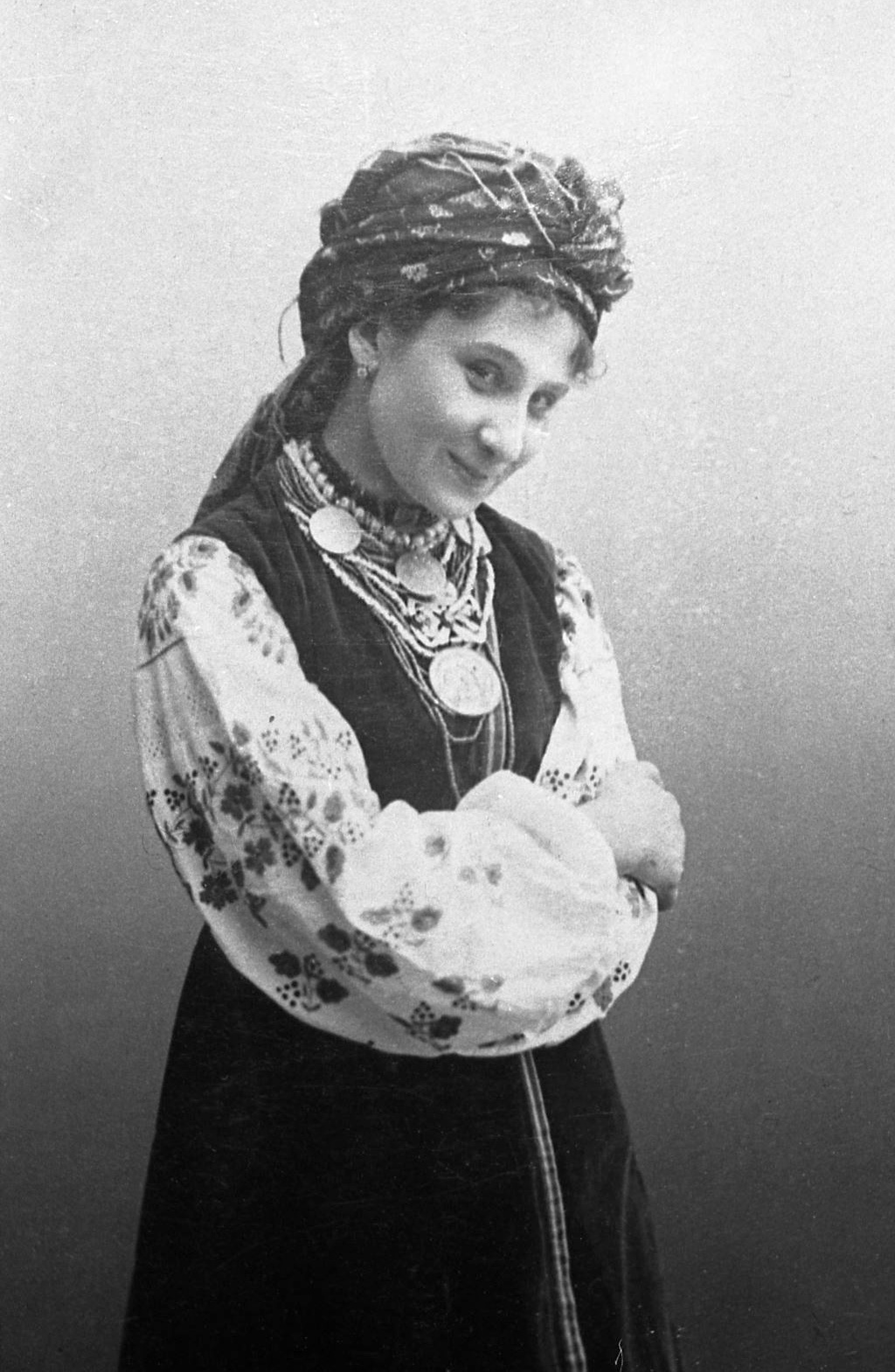
饰演「Tsvirkunka」的扎尼科韦茨卡，攝於1892年

1854年8月4日，瑪麗亞生于切爾尼戈夫省尼任县赞基（今乌克兰切爾尼戈夫州尼任區），在家庭中排行老五。父亲科斯蒂安廷·阿達索夫斯基是贫困的地主和宮廷顧問，母亲玛丽亚·内费多娃則來自切尔尼戈夫。科斯蒂安廷有著柔和的男中音、長於多項樂器，喜歡家中開音樂會。瑪麗亞在耳濡目染下也很喜歡音樂。她十歲時，就讀當地的私立寄宿學校、並對表演油生興趣。
1875年5月11日，瑪麗亞與第3砲兵連第5砲兵旅長阿列克謝·安東諾維奇·赫雷斯托夫（Олексій Антонович Хлистов）結婚後遷往比薩拉比亞，並在當地與米科拉·薩多夫斯基見面。阿列克謝後來被調到斯韦阿堡（今芬兰堡），瑪麗亞也因此開始在附近的赫尔辛基學習聲樂，師從格日馬利兄弟（Брати Гржималі）。
1876年，瑪麗亞在尼任劇院首次登台演出，並在1882年受烏克蘭演藝團邀請，前往叶利扎维特格勒（今克羅皮夫尼茨基）市立剧院。1882年10月27日，在马尔科·克罗皮夫尼茨基指導下，瑪麗亞正式開始其職業表演生涯。她初演戲劇為伊万·科特利亚列夫斯基的《娜塔尔卡·波尔塔夫卡》，並飾演劇中的娜塔尔卡。
瑪麗亞後来參與了烏克蘭幾間最受歡迎的專業劇團，共事演員包含马尔科·克罗皮夫尼茨基、米哈伊洛·斯塔里茨基、米科拉·薩多夫斯基、帕纳斯·萨克萨汉斯基、伊凡·卡爾彭科·卡里等。並以家鄉的名字「赞基」為名，取了艺名「扎尼科韦茨卡」。瑪麗亞飾演了約30多个角色，並以女中音身份獻唱多首烏克蘭民歌。

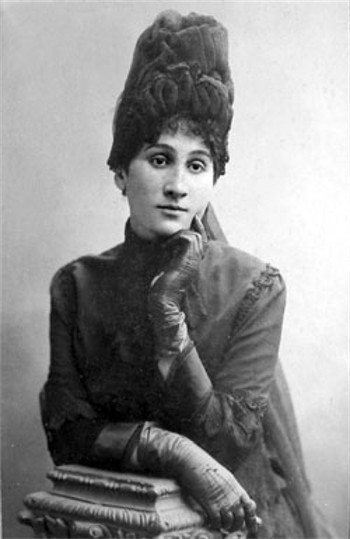
1917年左右的玛丽亚·扎尼科韦茨卡

瑪麗亞是波爾塔瓦米科拉·薩多夫斯基劇院的創始人。她後來積極遊說在尼任開設永久性国家剧院，並在1918年，组织民間剧團「M.K. Zankovetska指挥的乌克兰剧团」、与鮑里斯·羅曼尼茨基、安德烈·拉特米羅夫等演員同台演出。出演作品包括「娜塔尔卡·波尔塔夫卡」、「盖特曼·多罗申科」（Гетьман Дорошенко）、「吉普赛人阿扎」（Циганка Аза）等。 1918年6月，烏克蘭蓋特曼的帕夫洛·斯科罗帕茨基認可瑪麗亞的舞台功绩，並在部長會議中，批准授予她終身養老金。
1922年，乌克兰政府為庆祝瑪麗亞从业40周年，授予其「共和国人民艺术家」（People's Artist of the Republic）称号。她是首位獲得該稱號的乌克兰人。 
瑪麗亞晚年和她的侄女娜塔莉亞·亚历山德里芙娜·沃利克·阿達索夫斯卡住在基輔。她在1934年10月4日去世，並葬于當地的拜科夫公墓。利沃夫的《Dilo》（Діло）為她寫了如下悼詞：
|  | 我們收到了瑪麗亞·扎尼科韋茨卡去世的電報。有人認為她四十多年的舞台生涯、還有近年的貧困，使其如同許多傑出名人般，被默默地掃出世界的舞台。偶爾想到他們時，我們不禁要問：「她還活著嗎？」我們聽到有女演員退出舞台時，自然要受巨大的打擊、可能還從此要一蹶不振；但扎尼科韋茨卡強韌的生命力，助她在演藝生涯中，克服了在最艱難的工作條件、還有其後的艱難歲月。 |

## 出演角色列表
- 1882 – Natalka ("Natalka Poltavka", 伊万·科特利亚列夫斯基)
- 1882 – Halya ("Nazar Stodolya", 塔拉斯·谢甫琴科)
- 1882 – Tsvirkunka ("Black Sea Sailors", 米哈伊洛·斯塔里茨基)
- 1883 – Olena ("Hlytai or the Spider", 马尔科·克罗皮夫尼茨基)
- 1887 – Kharytyna ("Serf Maiden", Ivan Karpenko-Karyi（英语：Ivan Karpenko-Karyi）)
- 1889 – Katrya ("Not Destined", 米哈伊洛·斯塔里茨基)
- 1891 – Aksyusha ("Forest", 亚历山大·尼古拉耶维奇·奥斯特洛夫斯基)
- 1892 – Aza ("Aza the Gypsy", 米哈伊洛·斯塔里茨基)
- Ulyana Kvitchyna ("Wedding in Honcharivka")
- Yo ("Loss of Nadiya", H. 海耶曼斯（英语：Herman Heijermans）)

## 电影作品
- 1909 – Natalka (Natalka Poltavka)
- 1923 – Mother (Ostap Bandura)

## 紀念
利沃夫的烏克蘭國立扎尼科韋茨卡學術戲劇劇院以玛丽亚為名，以紀念她的功績。除利沃夫外，第聶伯羅、基輔、科韋利、科洛梅亞、利沃夫、克羅皮夫尼茨基、尼任、盧茨克、敖德薩、乌日霍罗德、舍普季茨基、切爾諾夫策、切爾尼戈夫、烏曼、波爾塔瓦等地，皆有以她起名的街道小巷。在基輔（1974年）、贊基村（1984年）和尼任（1993年），也有她的紀念碑。
1971年，作家裡亞博克利亞奇·伊凡·帕納索維奇（Рябокляч Іван Панасович）創作了戲劇《瑪麗亞·扎尼科韋茨卡》。
2004年，烏克蘭國家銀行發行了瑪麗亞·扎尼科韋茨卡紀念幣，以念其150週年誕辰。
在克羅皮夫尼茨基有以「瑪麗亞·扎尼科韋茨卡」為名的女子寄宿學校。

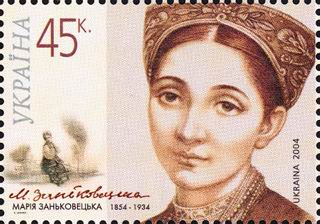
2004瑪麗亞·扎尼科韋茨卡的紀念郵票
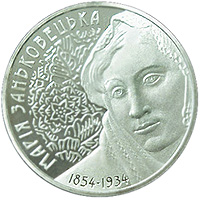
瑪麗亞·扎尼科韋茨卡紀念幣（烏克蘭語：Марія Заньковецька (монета)）

2021年3月，芭比娃娃系列推出了烏克蘭女性系列。瑪麗亞·扎尼科韋茨卡是該系列的原型之一。
2023年4月19日，克拉馬托爾斯克市將附近村莊的街道和小巷重新命名。其中，納迪亞·庫琴科街（вулиця Наді Курченко）被更名為瑪麗亞·扎尼科韋茨卡街（вулицю Марії Заньковецької）。